# Minipsyrassa
Minipsyrassa is een kevergeslacht uit de familie van de boktorren (Cerambycidae). De wetenschappelijke naam van het geslacht werd voor het eerst geldig gepubliceerd in 1974 door Martins.

## Soorten
Minipsyrassa omvat de volgende soorten:
- Minipsyrassa bicolor Martins, 1974
- Minipsyrassa guanabarina Martins & Napp, 1992